# Gorgoniceps
Gorgoniceps (P. Karst.) P. Karst. – rodzaj grzybów z rzędu tocznikowców (Helotiales).

## Systematyka i nazewnictwo
Pozycja w klasyfikacji według Index Fungorum: Incertae sedis, Helotiales, Leotiomycetidae, Leotiomycetes, Pezizomycotina, Ascomycota, Fungi.
Po raz pierwszy zdiagnozował go w 1869 r. P. Karsten nadając mu nazwę Peziza sect. Gorgoniceps. Ten sam autor w 1871 r. przeniósł go do rodzaju Gorgoniceps.

## Gatunki występujące w Polsce
- Gorgoniceps delicatula (Fuckel) Höhn. 1923
- Gorgoniceps aridula (P. Karst.) P. Karst. 1871
- Gorgoniceps taveliana Rehm 1892

Nazwy naukowe na podstawie Index Fungorum. Wykaz gatunków według M.A. Chmiel.